# Ламмер, Лаура
Лаура Ламмер (нем. Laura Lammer; 20 января 2001, Грац) — австрийская спортсменка, специализирующаяся в спортивном скалолазании, бронзовый призёр юношеских Олимпийских игр в Буэнос-Айресе, чемпионка Австрии в личном многоборье и серебряный призёр в соревновании на скорость.

## Достижения
- 2017: чемпионка Австрии
- 2018: бронза на юношеских летних Олимпийских играх

## Результаты
| Чемпионат мира  | Чемпионат мира |
| Год             | 2018           |
| --------------- | -------------- |
| скорость        | х              |
| индивидуально * | х              |

Примечание: слева — последние гонки года
| Летние юношеские Олимпийские игры | Летние юношеские Олимпийские игры |
| год                               | 2018                              |
| --------------------------------- | --------------------------------- |
| многоборье                        | 3                                 |

| Чемпионат Австрии | Чемпионат Австрии |
| год               | 2017              |
| ----------------- | ----------------- |
| скорость          | 2                 |
| многоборье        | 1                 |